# Sebevražedný oddíl (film, 2021)
Sebevražedný oddíl (v anglickém originále The Suicide Squad) je americký akční film z roku 2021 režiséra Jamese Gunna, natočený na motivy komiksů z vydavatelství DC Comics o stejnojmenném antihrdinském týmu padouchů. V hlavních rolích se představili Margot Robbie, Viola Davis, Joel Kinnaman, Jai Courtney, David Dastmalchian, Daniela Melchior, Steve Agee a Idris Elba. Jednat se o samostatný sequel snímku Sebevražedný oddíl (2016) a celkově o desátý snímek filmové série DC Extended Universe.
Natáčení bylo zahájeno v září 2019 v Atlantě, uvedení filmu do amerických kin bylo oznámeno na 6. srpna 2021. Tentýž den byl snímek zveřejněn také na streamovací službě HBO Max.